# عين غلال

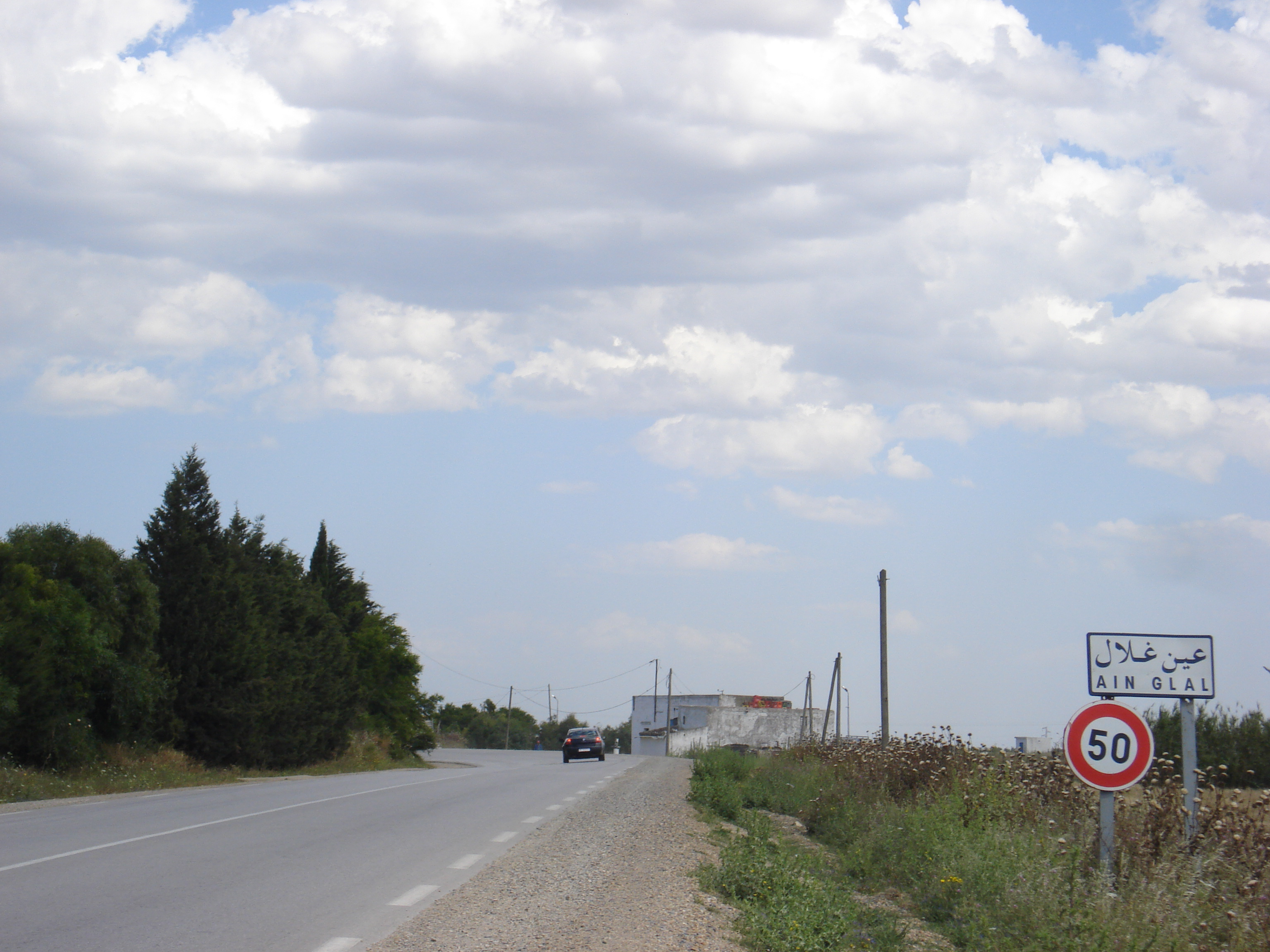
عين غلال

عين غلال إحدى قرى الجمهورية التونسية، تقع في ولاية بنزرت، على بعد 45 كم شمال غربي مدينة تونس، على الطريق الوطنية رقم 7. ترقيمها البريدي 7013.

### مواضيع ذات علاقة
- ولاية بنزرت.

1. ↑  "المناطق الترابية (العمادات) حسب الولايات والمعتمديات". اطلع عليه بتاريخ 2024-11-30.